# Hultsfredsfestivalen 1993
Hultsfredsfestivalen 1993 var en musikfestival som ägde rum i Folkets park, Hultsfred, 12-14 augusti 1993. Biljetterna kostade 500 kr (+ avgift) vid förköp och 600 kr vid entrén. Festivalen var den åttonde Hultsfredsfestivalen och hade detta år 23 000 besökare. Detta år hade även antalet festivaldagar utökats med en till tre.
Festivalen hade 1993 sju scener: Hawaii, Sahara, Teaterladan, Stora dans, Argus, Amazonas och Skaken. Skaken ersatte scenen Estraden som fanns året innan.
Radiohead (Storbritannien) var det enda band som ställde in sin medverkan 1993.

## Medverkande artister

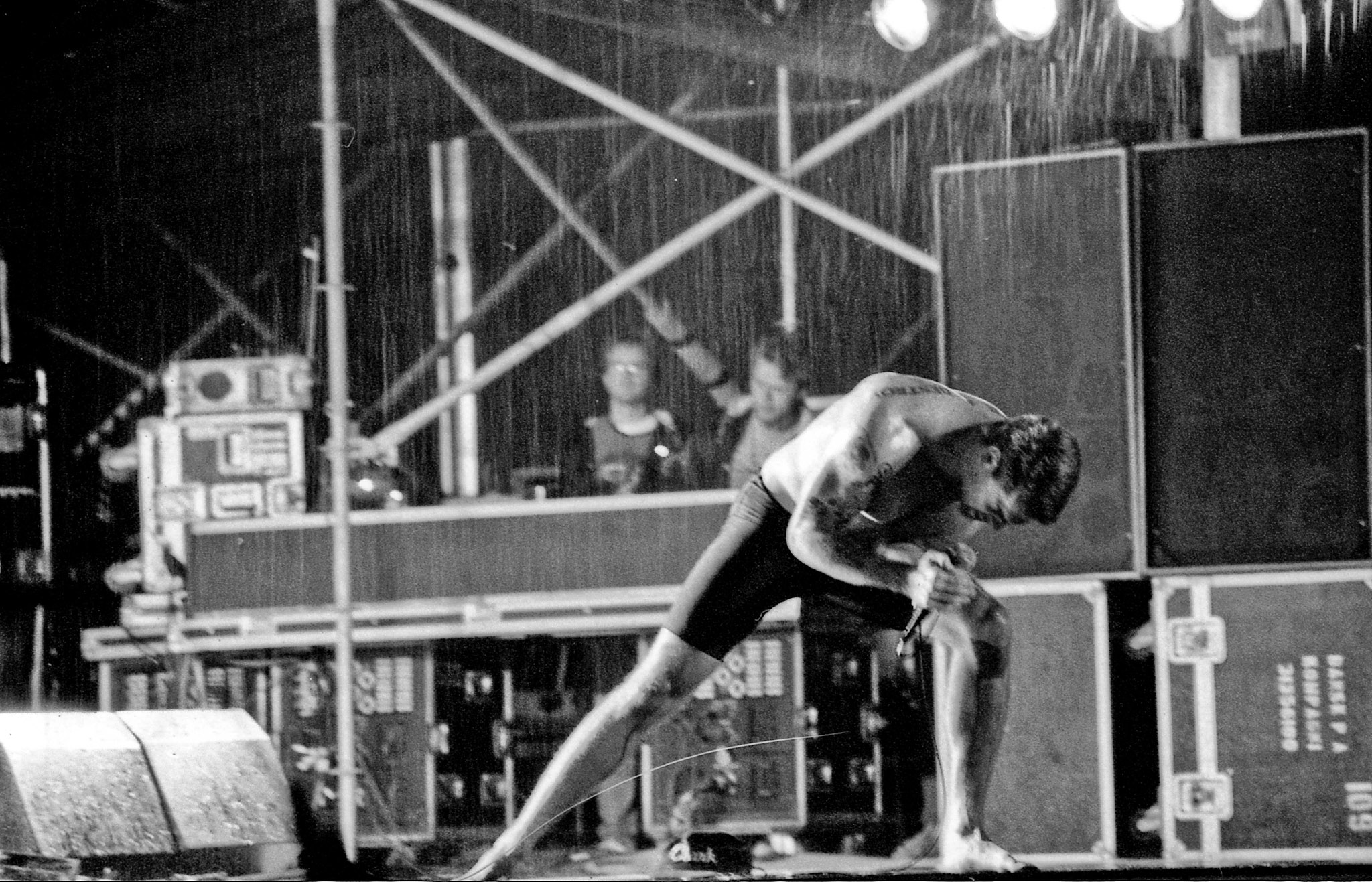
Henry Rollins på Hultsfredsfestivalen 1993

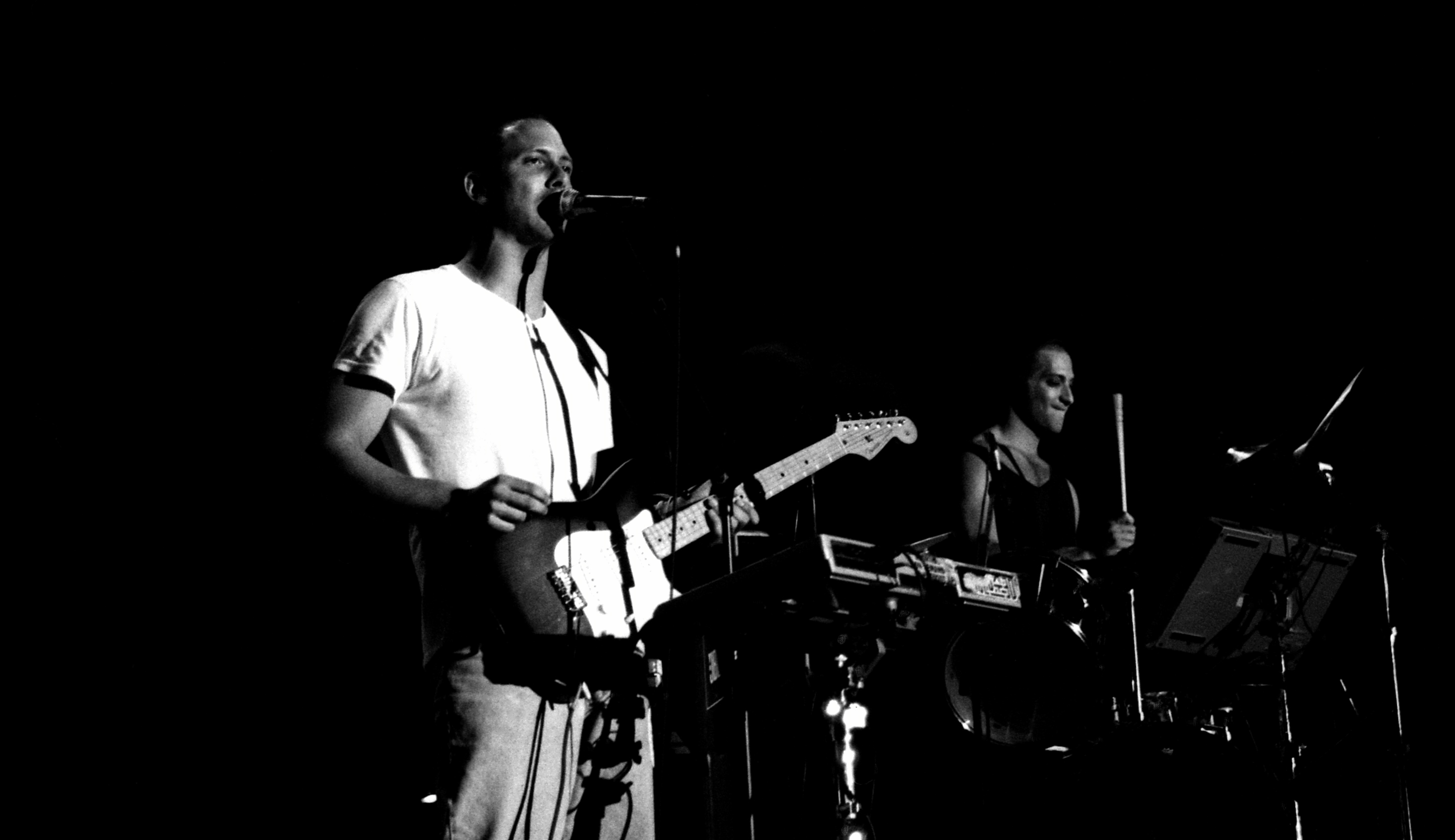
Consolidated på Hultsfredsfestivalen 1993

Om inget annat anges kommer artisterna från Sverige.

### Hawaiiscenen
- Iggy Pop (USA)
- The Ramones (USA)
- Stereo MCs (Storbritannien)
- Jesus Jones (Storbritannien)
- Rollins Band (USA)
- Manic Street Preachers (Storbritannien)
- The Saw Doctors (Irland)
- Carter the Unstoppable Sex Machine (Storbritannien)
- Ulf Lundell
- Robert Broberg
- Wilmer X

### Sahara
- Therapy? (Nordirland)
- The Shamen (Storbritannien)
- Consolidated (USA)
- Front 242 (Belgien)
- Thomas Di Leva
- Atomic Swing
- Clawfinger
- Electric Boys
- Entombed
- Stonefunkers
- Sick of It All (USA)
- Boghandle (Danmark)
- Dum Dum Boys (Norge)
- Love Scuds

### Teaterladan
- The God Machine (USA)
- Sultans of Ping F.C. (Irland)
- Blaggers Ita (Storbritannien)
- I Mother Earth (Kanada)
- Dreadline (Finland)
- Pele (Storbritannien)
- Dia Psalma
- Skintrade
- Pouppée Fabrikk
- Merrymakers

### Argus
- The Jim Rose Circus Sideshow x 2 (USA)
- Gutterball (USA)
- Papa Wemba (dåvarande Zaire, nuvarande Demokratiska republiken Kongo)
- This Perfect Day
- Norioko & Iwakichi (Japan)
- Hedningarna
- The Wannadies
- Peps Persson
- Onkel Kånkel
- Olle Ljungström
- Stefan Sundström & Apache
- Stars on Mars
- Stardog
- Tiny Monroe (Storbritannien)

### Stora dans
- Souls
- bob hund
- Bazooka!
- A Shrine
- Piggy in the Middle
- Spades
- Shivering Spines
- Jezebel
- Coca Carola
- Desert Dead
- Snoddas
- Crown of Thorns
- Stevepops
- In the Clouds
- Robinson Who

### Amazonas
- Gerard Langley (Storbritannien)
- Lardbyrds (Egentligen Sator som spelade under hemligt namn med Henrik Schyffert som gäst. Bandet sade sig komma från USA, Mexiko, Kanada och Sverige)
- Violinda (Australien)
- Amanicer (Chile)
- Tha Brigade
- Somebody's Darling (Norge)
- Jivin Jake & The Spitfires
- Boggie Station feat. Jukka Tolonen
- Gycklarkvartetten Vasir
- Nightcats
- Sigge Hills orkester
- Malena Gustavsson
- Maria Karenin
- Galago
- Sommartoppen
- Anna Ståbi
- Bodil Greek
- Charlotta Cederlöf
- Gustav Larsson
- Anders Hofvergård
- Simply Human feat. Mental Hippie Blood
- Legacy of Sound
- Cane n' Able

### Skaken
- Ett moln i byxor
- Da Porno Dictator & Bruce Lee-Nus
- Micke & Peter (Pet Sounds)